# Floznik György
Floznik György (Verespatak, 1888. június 12. – Gyulafehérvár, 1954. április 5.) nyelvész, germanista, katolikus pap, plébános.

## Életpályája
Gyulafehérváron érettségizett. 1907. október 28-án lett a Collegium Germanicum et Hungaricum növendéke, teológiai doktorként tért haza. 1913. június 20-án tért haza. 1913. október 15-én Gyulafehérváron pappá szentelték. Ditrón volt káplán. 1914–1916 között tábori lelkész volt Szerbiában. 1918-ban Verespatak plébánosa volt. 1919-ben Gyulafehérváron teológiai tanár volt. 1921–1923 között Gyulafehérváron az Erdély című lap felelős szerkesztője volt. 1923-ban püspöki titkár lett. 1935-ben Borbánd plébánosa volt. 1951-ben nyugdíjba vonult.